# Ralph Abraham (Mathematiker)

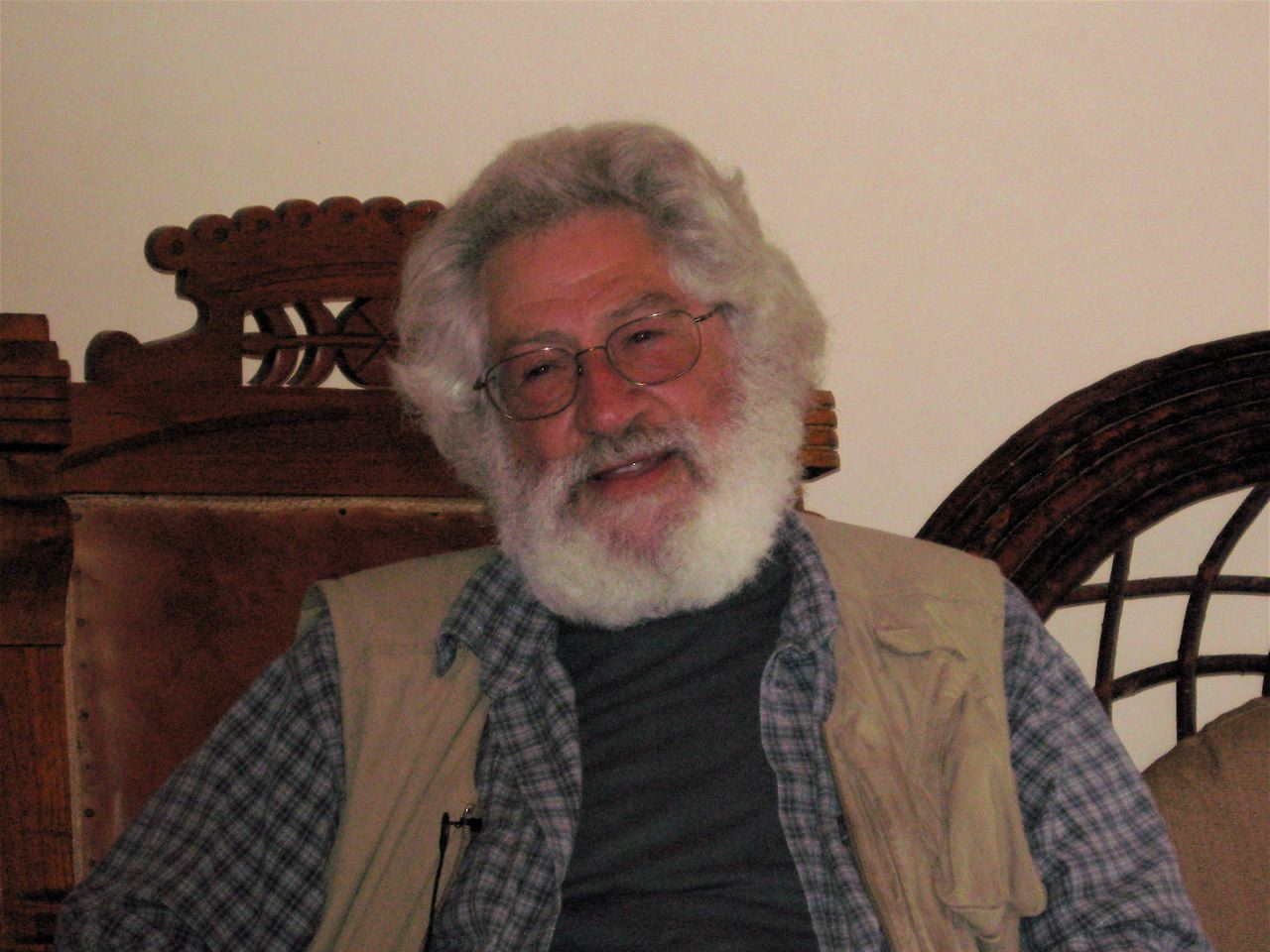
Ralph Abraham

Ralph Herman Abraham (* 4. Juli 1936 in Burlington, Vermont; † 19. September 2024)  war ein US-amerikanischer Mathematiker, der sich mit der qualitativen Theorie von gewöhnlichen Differentialgleichungen, Analysis auf Mannigfaltigkeiten und mathematischen Grundlagen von Mechanik (Chaostheorie) und Allgemeiner Relativitätstheorie befasste.

## Werdegang
Abraham studierte an der University of Michigan mit dem Bachelor-Abschluss 1956 und dem Master-Abschluss 1958 und wurde dort 1960 bei Nathan Coburn promoviert (Discontinuities in General Relativity). Als Post-Doktorand war er Lecturer an der University of California, Berkeley und 1962/63 für das Office of Naval Research an der Columbia University, an der er 1963 Assistant Professor wurde. 1964 wurde er Assistant Professor an der Princeton University und 1968 Associate Professor sowie 1980 Professor an der University of California, Santa Cruz. Er war unter anderem Gastwissenschaftler in Amsterdam, Paris, Warwick, Barcelona, Basel und Florenz.
Mitte der 1970er Jahre gründete er das Visual Math Institute (das seinen jetzigen Namen 1990 erhielt) in Santa Cruz und er war aktiv in Präsentationen von Mathematik zusammen mit Musik und bildender Kunst (seit 1992, mit Ami Radunskaya, Peter Broadwell).
Er ist für ein frühes Lehrbuch der Mechanik unter mathematischen Aspekten bekannt (Foundations of Mechanics). Er beriet über Anwendungen der Chaostheorie in unterschiedlichsten Gebieten und hielt weltweit Vorträge und Seminare über Chaostheorie. Er schrieb auch einige Bücher über Chaostheorie und philosophische Fragen (teilweise mit Rupert Sheldrake und Terence McKenna). Er war mit der Intellektuellengruppe Lindisfarne Association von William Irwin Thompson verbunden. Mit Thompson ist er auch an der Gestaltung des Unterrichts der Ross School beteiligt.
Abraham war Herausgeber von World Futures und Journal of Bifurcations and Chaos. Er war seit 1958 verheiratet und hatte zwei Kinder.

## Schriften
- Linear and multilinear algebra. Benjamin, New York NY u. a. 1966.
- mit Jerrold E. Marsden: Foundations of Mechanics. A Mathematical Exposition of Classical Mechanics. With an Introduction to the Qualitative Theory of Dynamical Systems and Applications to the Three-Body Problem. Benjamin, New York NY u. a. 1967, (2nd edition, revised, enlarged, and reset. Addison-Wesley, Redwood City CA u. a. 1978, ISBN 0-8053-0102-X).
- mit Joel Robbin: Transversal mappings and flows. Benjamin, New York NY u. a. 1967.
- mit Jerrold E. Marsden, Tudor Ratiu: Manifolds, tensor analysis and applications (= Global Analysis, Pure and Applied. 2). Addison-Wesley, Reading MA u. a. 1983, ISBN 0-201-10168-8.
- mit Christopher D. Shaw: Dynamics, the Geometry of Behavior. 4 Bände. Aerial Press, Santa Cruz CA 1982–1988;
  - Band 1: Periodic Behavior (= The Visual Mathematics Library. 1). 1982, ISBN 0-942344-01-4;
  - Band 2: Chaotic Behavior (= The Visual Mathematics Library. 2). 1984, ISBN 0-942344-02-2;
  - Band 3: Global Behavior (= The Visual Mathematics Library. 3). 1984, ISBN 0-942344-03-4;
  - Band 4: Bifurcation Behavior (= The Visual Mathematics Library. 4). 1988, ISBN 0-942344-04-9.
- mit Terence McKenna, Rupert Sheldrake: Trialogues at the Edge of the West. Chaos, creativity and the resacralization of the world. Bear, Santa Fe NM 1992, ISBN 0-939680-97-1 (Spätere als: Chaos, creativity and cosmic consciousness. Park Street Press, Rochester VT 2001, ISBN 0-89281-977-4).
  - deutsche Übersetzung: Denken am Rande des Undenkbaren. Über Ordnung und Chaos, Physik und Metaphysik, Ego und Weltseele. Scherz, Bern u. a. 1993, ISBN 3-502-13652-1.
- mit Terence McKenna, Rupert Sheldrake: The evolutionary mind. Trialogues at the edge of the unthinkable. Dakota Books, Santa Cruz CA 1998, ISBN 0-9632861-1-0 (Revised edition, als: The evolutionary mind. Conversations on science, imagination & spirit. Monkfish Book Publishing, Rhinebeck NY 2005, ISBN 0-9749359-7-2).
  - deutsche Übersetzung: Cyber-Talk. Mutige Anstöße für die Vernetzung von wissenschaftlichem Fortschritt und Heilung der Erde. Scherz, Bern u. a. 1998, ISBN 3-502-13649-1.
- Chaos, Gaia, Eros. A Chaos Pioneer Uncovers the Three Great Streams of History. Harper, San Francisco CA 1994, ISBN 0-06-250013-9.
- mit Frank Jas, Willard Russell: The web empowerment book. An introduction and connection guide to the Internet and the World-Wide Web. Springer, New York NY u. a. 1995, ISBN 0-387-94431-1.
- als Herausgeber mit Yoshisuke Ueda: The Chaos Avant-garde. Memories of the Early Days of Chaos Theory (= World Scientific Series on Nonlinear Science. Series A: Monographs and Treatises. 39). World Scientific, Singapore u. a. 2000, ISBN 981-02-4404-5 (Erinnerungen an Anfangsjahre der Chaostheorie mit Beiträgen von Floris Takens, Otto E. Rössler, Edward N. Lorenz, T. Y. Li, Stephen Smale, James Yorke, Ueda, Abraham, Christia Mira).
- mit Laura Gardini, Christian Mira: Chaos in discrete dynamical systems. A visual introduction in 2 dimensions. Springer u. a., New York NY u. a. 1997, ISBN 0-387-94300-5.
- mit Sisir Roy: Demystifying the Akasha. Consciousness and the Quantum Vacuum. Epigraph Publishing, Rhinebeck NY 2010, ISBN 978-0-9826441-5-7.